# Мікі Мустер
Миколай Мустер (словен. Nikolaj Muster; нар. 22 листопада 1925 - пом. 7 травня 2018), відомий як Мікі Мустер, — словенський академічний скульптор, ілюстратор, карикатурист і аніматор. Його вважають піонером у галузі коміксів та анімації в Словенії, відомого серією коміксів із персонажами Звіторепець, Трдоня та Лакотнік (Zvitorepec, Trdonja, Lakotnik) та анімаційними телевізійними роликами.

## Біографія
Мустер вперше зацікавився анімацією, коли побачив Білосніжку та сім гномів Діснея.  Закінчив Академію образотворчих мистецтв Люблянського університету за спеціальністю скульптура. Навіть під час навчання він бажав приєднатися до студій Діснея в США, що було неможливо з огляду на післявоєнну політичну ситуацію.  Виконавши лише пару статуй, він зосередився на малюванні .
У 1952 році Мустер почав малювати свій комікс Звіторепець, який працював у журналах «Poletove podobe in povesti» і «Tedenska tribuna» . PPP повинен був опублікувати комікси Діснея, але оскільки вони не надійшли вчасно, Мустер заповнив своїми власними . З 1955 по 1973 рік малював для «Slovenski poročevalec», згодом перейменованого в «Delo»; після цього працював фрілансером. Комуністичний югославський уряд ненавидів його роботу в коміксах, причому соціалістичний реалізм був улюбленим стилем мистецтва і чим-небудь надто західним небажаним. Це ставлення до певної міри продовжувалось навіть після розколу Тіто-Сталін .
У 1973 році Мустер переїхав до Мюнхена, щоб продовжити кар'єру в анімації на Bavaria Film.  Після проголошення незалежності Словенії Мустер повернувся додому і деякий час малював карикатури для політичних журналів Mag та Reporter .
За свою роботу Мустер отримав низку нагород. У 2014 році Асоціація журналістів Словенії нагородила його премією Борута Мешка за досягнення в галузі ілюстрації та карикатури. Також у 2014 році Президент Словенії Борут Пахор нагородив його срібним орденом «За заслуги» за новаторські роботи в галузі коміксів та анімації.  У 2015 році він отримав премію Прешерена за життєві досягнення, найвищу словенську нагороду за мистецтво . У 2015 році йому було присвоєно почесний ступінь доктора університету в Новій Гориці. 
Мустер помер 7 травня 2018 року у будинку для престарілих у місті Нотраньє-Горіце у віці 92 років .

## Творчість
Мустер був найвідоміший за своїми коміксами з персонажами Звіторепець, Трдоня та Лакотник; антропоморфний хитрий лис, мудра черепаха і завжди голодний простодушний вовк. Персонажі взяті із словенського фольклору. У серії томів пригоди тріо відбувались у всьому світі, в різні історичні періоди, особливо на Дикому Заході, у майбутньому і навіть у космосі. Епізод у космосі з 1959 року спричинив незначний політичний інцидент: російських космонавтів, з якими тріо зустрічається під час подорожі на Місяць, зображували як ведмедів. Посольство СРСР у Белграді виступило з офіційним протестом. Для того, щоб вирішити проблему, наступний том зображував американських космонавтів як мавп, що сподобалося росіянам (при цьому не турбуючи США, де комікси так чи інакше не публікувалися) . Деякі історії висвітлювали реальні проблеми, такі як збільшення забруднення та агресивне керування автомобілем, тоді як історія про те, як Лакотник будував власний будинок, висміювала процес будівництва в Югославії в 1960-х . Хоча деякі сучасники критикували стиль Мустера як «занадто американський» і «занадто діснеївський», він все ж був визнаний своїм мистецьким талантом. Комікси були надзвичайно популярні серед дітей та підлітків і десятиліттями залишались опорою газет та книгозбірень.
Інші ілюстрації та комікси Мустера включають історії про Ведмедя Нееву, Лупініку, Снежка, Останнього з могікан, Острострельця, Стезоследека та інших. 
Він також був відомий своєю роботою в анімації, особливо в телевізійних рекламних роликах. Серед його найвідоміших робіт були зайчики Cikcak та рекламні ролики для Mercator, жувальної гумки Čunga Lunga та крему Viki.  Перебуваючи в Мюнхені, Мустер співпрацював з аргентинським карикатуристом Гільєрмо Мордільйо. Він також працював над анімаційними пригодами німецького приватного детектива Ніка Кнаттертона .